# Xã Weston, Quận Platte, Missouri
Xã Weston (tiếng Anh: Weston Township) là một xã thuộc quận Platte, tiểu bang Missouri, Hoa Kỳ. Năm 2010, dân số của xã này là 2.343 người.